# Remy Reijnierse
Remy Reijnierse, född 18 juni 1961 i Rhenen, är en nederländsk före detta fotbollsspelare (mittfältare) och sedermera tränare. Han är från mars 2024 assisterande förbundskapten för Sveriges herrlandslag. Han har tidigare bland annat varit assisterande tränare för Malmö FF.

## Tränarkarriär
1990 avslutade Reijnierse spelarkarriären och blev istället akademichef i VVV-Venlo. Mellan 1994 och 1995 var han huvudtränare för seniorlaget. Mellan 1998 och 2001 var han akademichef i PSV Eindhoven.
2001 anställdes Reijnierse av Nederländernas fotbollsförbund där han skulle komma att leda flera ungdomslandslag. 2004 tog han över som tillfälligt ansvarig förbundskapten för det nederländska damlandslaget. Som assisterande förbundskapten var Reijnierse med när Nederländernas U21-herrlandslag vann både U21-EM 2006 och U21-EM 2007.
Den 1 juli 2016 blev Reijnierse assisterande tränare för VfB Stuttgart. Han lämnade klubben i september samma år.
Den 8 januari 2018 blev han klar som assisterande tränare till Jos Luhukay i Sheffield Wednesday.
Inför säsongen 2020 blev Reijnierse klar som assisterande tränare till Jon Dahl Tomasson i Malmö FF. Mellan 2022 och 2024 var han assisterande tränare till Tomasson i Blackburn Rovers.
Den 26 februari 2024 presenterades Reijnierse som ny assisterande förbundskapten för Sveriges herrlandslag.